# Igreja de São Estêvão de Seltz

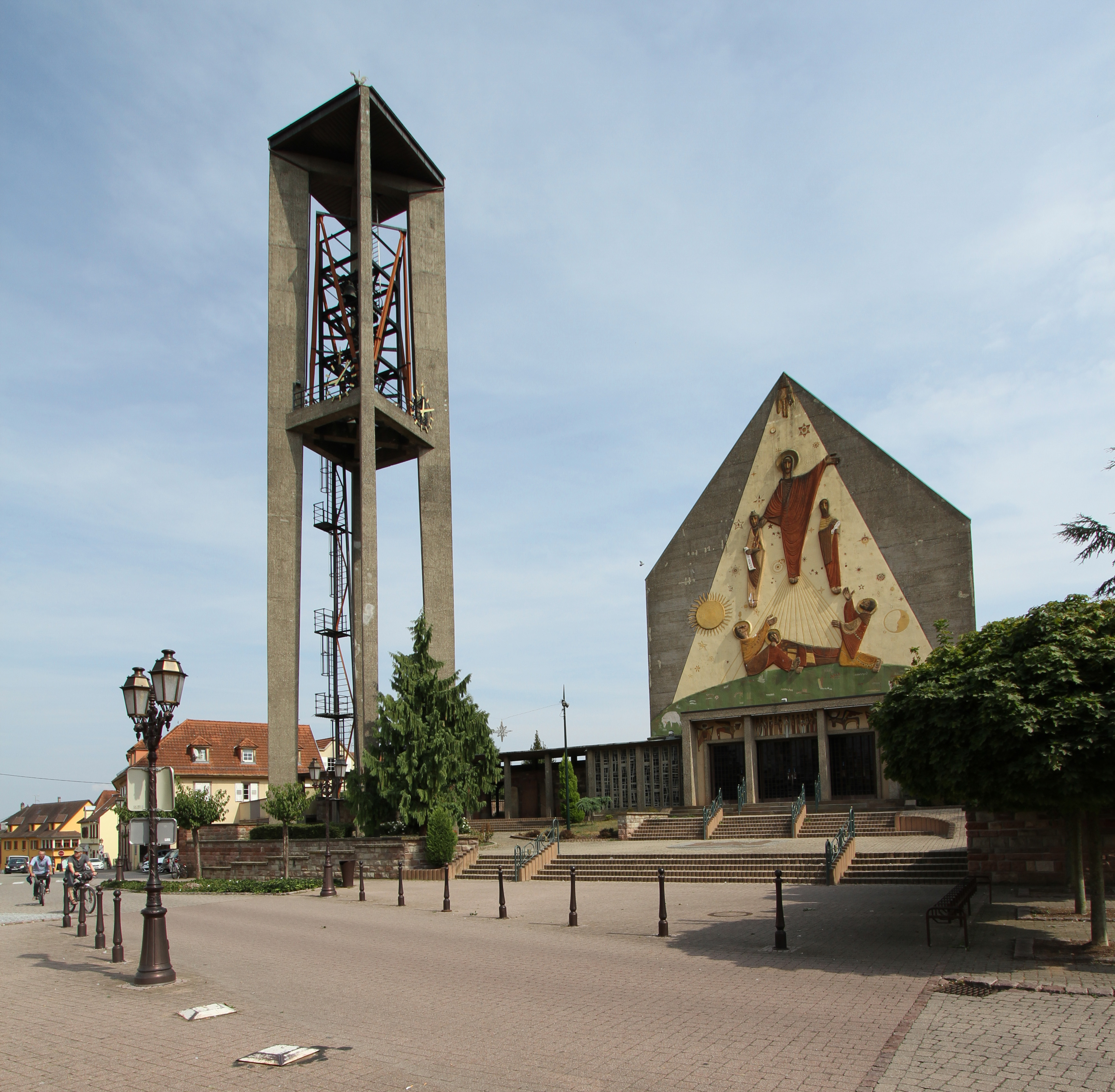
Igreja de São Estêvão de Seltz

Igreja de São Estêvão de Seltz é uma igreja em Seltz, Bas-Rhin, Alsace, na França. Originalmente construída no final do século XV, foi bombardeada durante a Segunda Guerra Mundial e posteriormente reconstruída entre 1954 e 1956. Tornou-se um Monument historique registrado em 1990.